# Pallacanestro ai Giochi della XXVI Olimpiade
Il torneo di pallacanestro ai Giochi della XXVI Olimpiade si disputò ad Atlanta dal 20 luglio al 4 agosto 1996.
Gli Stati Uniti vinsero la medaglia d'oro sia nel torneo maschile sia in quello femminile: entrambe la nazionali conclusero imbattute la manifestazione.
Il podio maschile fu completato dall'argento della Jugoslavia e dal bronzo della Lituania. Tra le donne, il secondo posto fu conquistato dal Brasile e il terzo dall'Australia.

## Sedi delle partite
| Fase                                                                   | Città   | Impianto                    |
| ---------------------------------------------------------------------- | ------- | --------------------------- |
| Fasi preliminari maschili e femminili                                  | Atlanta | Morehouse College Gymnasium |
| Fasi preliminari maschili e femminili Fasi finali maschili e femminili | Atlanta | Georgia Dome                |

Gli impianti utilizzati per i Giochi furono due. Il Morehouse College Gymnasium fu la sede di 26 incontri delle fasi preliminari (maschili e femminili); al Georgia Dome furono disputati gli altri incontri delle fasi preliminari, oltre alle fasi finali (dai quarti di finale in poi) di entrambi i tornei.

## Squadre partecipanti

### Torneo maschile
Le squadre partecipanti al torneo maschile furono 12; non venne organizzato alcun torneo di qualificazione pre-olimpica. Oltre agli Stati Uniti, paese ospitante, si qualificarono: le prime 4 classificate all'EuroBasket 1995; le prime 3 all'Americas Championship 1995; le prime 2 all'Asia Championship 1995; le vincitrici dell'AfroBasket 1995 e dell'Oceania Championship 1995.
Paese ospitante
- Stati Uniti

Vincitrice dell'AfroBasket 1995
- Angola

Vincitrice dell'Oceania Championship 1995
- Australia

Prime 2 all'Asia Championship 1995
- Cina
- Corea del Sud

Prime 4 all'EuroBasket 1995
- Jugoslavia
- Lituania
- Croazia
- Grecia

Prime 3 all'Americas Championship 1995
- Porto Rico
- Argentina
- Brasile

### Torneo femminile
Per la prima volta nella storia dei Giochi, le squadre partecipanti al torneo femminile furono 12. Oltre agli Stati Uniti (paese ospitante) e Brasile (campione mondiale in carica) si qualificarono: le vincitrici dei campionati continentali; le squadre al 2º e 3º posto agli Europei ed ai Campionati Asiatici; la seconda classificata all'Americas Championship.
Paese ospitante
- Stati Uniti

Vincitrice dei Mondiali 1994
- Brasile

Prime 2 all'Americas Championship 1995
- Canada
- Cuba

Vincitrice dell'AfroBasket 1994
- Zaire

Prime 3 all'EuroBasket 1995
- Ucraina
- Italia
- Russia

Prime 3 all'Asia Championship 1995
- Cina
- Corea del Sud
- Giappone

## Podi
| Evento           | Oro         | Argento    | Bronzo    |
| Torneo maschile  | Stati Uniti | Jugoslavia | Lituania  |
| Torneo femminile | Stati Uniti | Brasile    | Australia |